# تنظير قناة فالوب
تنظير قناة فالوب (بالإنجليزية: Falloposcopy)‏ وأحياناً يسمى: تنظير فالو، للإختصار (بالإنجليزية: Falloscopy)‏ وهو فحص قناتي فالوب أو مايسمى البوقين من خلال استخدام منظار داخلي دقيق. يتم إدخال المنظار في قناة فالوب من خلال فتحة في الرحم مكان اتصال النهاية القريبة
للبوق بالرحم عبر الوصل البوقي الرحمي أو التقاطع الرحمي البوقي ؛ من الناحية الفنية، يمكننا أيضًا إدخال المنظار أثناء جراحة البطن أو تنظير البطن عبر النهاية البعيدة البوقية.
أحياناً يتم التمييز بين تنظير قناة فالوب وتنظير البوق (حيث يسمى تنظير البوق عند إجراءه عبر تنظير البطن.) بينما في بعض المواقع لافرق بين المصطلحين.

## الاستطبابات
تم استخدام تنظير قناة فالوب بشكل أساسي في تشخيص وعلاج العقم البوقي، ومع ذلك، فإنه لا يعتبر بشكل عام جزءً من الفحص الروتيني للعقم. يتم علاج معظم مشاكل البوق لدى النساء المصابات ب العقم عن طريق التلقيحالاصطناعي. لا يوجد دور محدد لتنظير فالوب لتقييم أمراض البوق الأخرى.

## وصف الجهاز
أول منظار فالوب تم وصفه كان النظام المحوري بواسطة كيرين kerin في عام 1970. في وقت لاحق، تم إدخال نظام(LEC) القثطرة الخطية الدائمة منظار فالوب المحوري هو منظار دقيق بقطر 0.5 مم مرن ويحتوي على ألياف بصرية ومضيئة ولديها قدرة على تكبير الصورة. الجهاز المحوري يحتاج إلى تنظير الرحم أثناء المرور عبر الرحم. بالمقابل، يتكون نظام LEC من قثطرة خارجية لها بالون ينفتح مع منظار داخلي يتم استخدامه عبر عنق الرحم دون الحاجة إلى تنظير الرحم.

## الإجراء
يحتاج المريض إلى تخدير عام أو تنويم نع تسكين الألم طوال مدة الإجراء وهو في وضع الانسداح أو مايسمى وضعية استخراج الحصاة. بالنسبة للجهاز المحوري في البداية، يتم إدخال منظار الرحم إلى الرحم لتحديد الفوهة البوقية القريبة. بمجرد تحديدالفوهة، يمكن إدخال منظار فالوب من خلال القناة الجراحية لمنظار الرحم والتقدم داخل البوق. أما مع نظام LEC، يتم إدخال القثطرة البالونية في قرن الرحم، وبعد ذلك، تحت الرؤية التنظيرية، يتم إدخال المنظار في الأنبوب أثناء فتح البالون. وبعد ذلك يتم عرض النتائج على نظام الفيديو.

## الموجودات والتداخلات
الطريقة النموذجية لتقييم البوق والتي هي تصوير الرحم بالصبغة أو تصوير الرحم والبوق الشعاعي الظليل، فيها اخطاء وضعف وتعطي نتائج سلبية كاذبة وإيجابية كاذبة. لذلك قيل أن تنظير فالوب يسمح بإجراء تقييم أكثر دقة لقناة البوق حيث يمكن تحديد العوائق والالتصاقات وبقايا المواد الالتهابية داخل القناة البوقية. وهذا الاجراء يسمح بإزالة الحطام أو الالتصاقات الغشائية من داخل قناة فالوب، وفي بعض الحالات الخاصة يمكن علاج انسداد البوق القريب واعادة فتح قناة الأنبوب للسماح بالحمل. كما تم علاج وفتح انسداد البوق القريب باستخدام تنظير الرحم وفتح قناة البوق باستخدام قثطرة، وليس منظار فالوب. ومع ذلك، لا يمكن علاج الانسداد البوقي الواسع عن طريق تنظير فالوب بل يتطلب جراحة و رأب البوق. أو الإخصاب في المختبر (IVF) لعلاجه وتحقيق الحمل.

## الاختلاطات
انثقاب قناة فالوب هو الاختلاط الوحيد المبلغ عنه ويتم مصادفته في حوالي 4-5% من الأنابيب التي تم فحصها

## محددات أو معوقات الإجراء
في عام 2001، ذكرت مجلة ريمباخ في دراسة كبيرة متعددة المراكز شملت 367 مريضًا عن صعوبات هذاالإجراء. تمت مصادفة مشاكل في القدرة على دخول الأنابيب، وحتى عندما تكون الأنابيب مفتوحة القناة وذلك بسبب وجود انعكاسات للضوء أو «البياض» من الأنسجة السليمة وكذلك من الالتصاقات وهذا يمثل مشكلة كبيرة لعدم القدرة على التمييز بينهم. ولذلك، تمكن المحققون من فحص الأنابيب بشكل كامل فقط في حالتين من بين ثلاث حالات وحدثت الثقوب في حوالي 4% من الحالات. منذ ذلك الحين، انخفض الاهتمام بتنظير فالوب، وتم نشر القليل من الدراسات عنه.